# Athleten Club Oberstein 1896
Der Athleten Club Oberstein 1896 e.V. (ACO) ist ein Ringerverein aus Idar-Oberstein in Rheinland-Pfalz.

## Geschichte
Am 19. September 1896 erfolgte im Gasthaus Krone am Obersteiner Marktplatz die Vereinsgründung. Als erster Verein Deutschlands stellte der ACO im Jahr 1912 eine Ringermannschaft auf und bestritt am 12. März 1912 gegen ASV Mainz 88 den ersten Mannschaftswettkampf der Ringer innerhalb des DASV. Der ACO war einmal mit mehr als 1000 Mitgliedern der größte Athletenklub Deutschlands. In seiner damaligen Halle in der Straße Schönlautenbach waren die Obersteiner Ausrichter von deutschen Meisterschaften und Landesmeisterschaften. Ende der 1920er und Anfang der 1930er Jahre stellte kein anderer deutscher Verein so viele deutsche Meister wie der AC Oberstein, besonders zu erwähnen der Ringer Fritz Bräun. Der ACO ist heute der älteste noch bestehende Ringerverein im Schwerathletikverband Rheinland mit derzeit circa 120 (Ehren-)Mitgliedern.

## Nationale und Internationale Erfolge
- Willi Loch (Deutscher Meister im Ringen)
- Andreas Loch (Deutscher Meister im Gewichtheben)
- Paul Fetzer (Zweiter Deutscher Meister im Gewichtheben)
- Alfred Wobito (Deutscher Meister im Gewichtheben)
- Otto Erlenmayer (Europameister im Gewichtheben)
- Max Loch (Deutscher Meister im Gewichtheben)
- Alfred Loch (Zweiter Deutscher Meister im Gewichtheben).

Zwischen 1931 und 1934 errang der erfolgreichste Obersteiner Ringer Fritz Bräun für den ACO einen DM-Titel und zwei Vize-DM-Titel. Heinz Weiß und Gustav Ritter wurden 1940 Deutsche Jugendmeister. Die Musterriege des ACO war nach dem Zweiten Weltkrieg deutscher Meister, ebenso Gustav Klein in seiner Altersklasse im Ringen.

## Ringermannschaft AC Oberstein
Bis 1985 rang die Mannschaft des Athleten Club Oberstein viele Jahre in der damaligen Landesliga Rheinland. 1985 ging der ACO für eine Saison in der Oberliga Rheinland-Pfalz an den Start. Von 1986 bis 1990 startete der Verein fünf Jahre in der Verbandsliga Rheinland-Pfalz.
Zwischen 1991 und 2002 war der ACO zwölf Jahre ununterbrochen in der Oberliga Rheinland-Pfalz. 2001 wurde der Verein Oberliga-Vizemeister.
2003 verzichtete man auf einen Start in der Verbandsrunde. 2004 gab es kurzzeitig eine Kampfgemeinschaft mit dem SV Ruschberg und dem AC Mittel-/Kirchenbollenbach, die als Zweiter der Verbandsliga Rheinland-Pfalz sogar direkt in die Oberliga aufstieg, dort allerdings in der Verbandsrunde 2005 nach drei Wettkampftagen die Mannschaft zurückziehen musste.
2006 startete der AC Oberstein dann erstmals wieder in der Verbandsliga Rheinland-Pfalz, wo er gleich den dritten Platz erreichte. 2007 belegte das Team aus der Edelstein-Stadt den vierten Platz, 2008 wurde Oberstein Vizemeister in der Gruppe Nord und stieg als Dritter der Aufstiegsrunde in die Oberliga auf.
2009 bis 2010 folgten zwei Jahre in der Oberliga zunächst mit dem 6. Platz, dann mit dem 4. Platz. 2011 wechselte ACO freiwillig zurück in die Verbandsliga und wurde Vierter. Im Jahr 2012 belegte man den 6., 2013 den 7. Platz der Verbandsliga Rheinland-Pfalz.
2014 verpasste der ACO mit Platz 3 der Verbandsliga knapp den Aufstieg in die Oberliga. 2015 belegte Luca Dieden den dritten Platz bei den Deutschen Meisterschaften A-Jugend-Freistil. Im selben Jahr erreichte die neu formierte junge Mannschaft nur Platz 4 der Verbandsliga (von 5 Mannschaften).
2016 Die Mannschaft kämpft sich als Sieger der Vorrunden-Qualifikation in die Hauptrunde der neuen Rheinland-Pfalz-Liga 2016
2017 Ohne Teilnahme in der Liga
2018 4. Platz der Verbandsrunde ARGE Rheinland-Pfalz-Liga.
2019-2022 Keine Teilnahme an Verbandsrunden

## Teilnahme an Deutschen Ringermeisterschaften
- 1913  E. Wild – 3. Platz Männer / 68 kg Gr.röm / Kassel (HES)
- 1936  Karl Märker – 3. Platz Männer /  74 kg Gr.röm / Mannheim (NBD)
- 1984  Michael Macher – 3. Platz Schüler / 56 kg Freistil / Obernburg (HES)
- 1986  Peter Willrich – 3. Platz A-Jugend / 60 kg Gr.röm / Kaltental (WTB)
- 1987  Sven Rabenstein – 1. Platz Schüler / 44 kg Gr.röm / Haibach (HES)
- 1990  Michael Macher – 2. Platz A-Jugend / 68 kg Freistil / Aachen-Walheim (NRW)
- 1996  Colin Reichard [heute Williams] – 9. Platz B-Jugend / 40 kg Freistil / Idar-Oberstein (RHL)
- 1998  Johann Oldenburger – 7. Platz C-Jugend / 50 kg Freistil / Bad Kreuznach (RHL)
- 2010  Norman Klein – 8. Platz A-Jugend / 54 kg Gr.röm / Kirchlinde (NRW)
- 2011  Norman Klein – 9. Platz Junioren / 55 kg Gr.röm / Nieder-Liebersbach (NBD)
- 2015  Luca Dieden – 3. Platz A-Jugend / 100 kg Freistil / Mainz-Laubenheim (RPF)